# 도서 목록

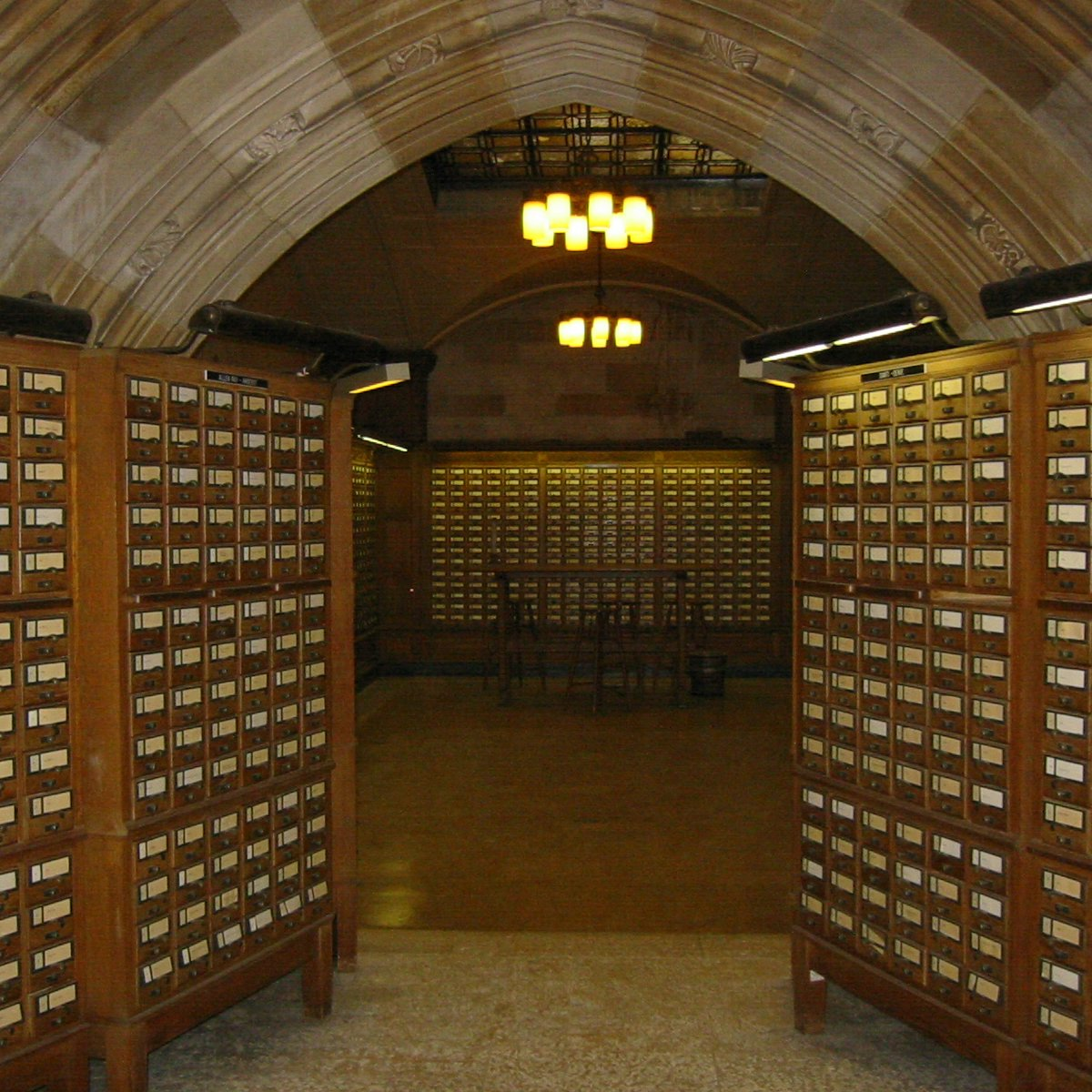
예일 대학교 스털링 메모리얼 도서관의 카드 카탈로그

도서 목록 또는 도서관 카탈로그(library catalog)는 여러 위치에 있는 도서관 네트워크와 같이 도서관이나 도서관 그룹에서 발견된 모든 서지 항목의 등록부이다. 도서관 그룹의 카탈로그를 통합 카탈로그라고도 한다. 서지 항목은 도서관 자료(예: 앤솔러지의 단일 소설)로 간주되는 모든 정보 개체(예: 책, 컴퓨터 파일, 그래픽, 현실, 지도 제작 자료 등) 또는 도서관 자료 그룹(예: 삼부작) 또는 카탈로그 및 도서관 사용자(고객)와 관련이 있는 한 카탈로그(예: 웹페이지)에서 링크된다.
카드 카탈로그(card catalog)는 여러 세대에 걸쳐 도서관 이용자에게 친숙한 광경이었지만 이제는 온라인 공개 접근 카탈로그(OPAC)로 효과적으로 대체되었다. 일부에서는 여전히 온라인 카탈로그를 "카드 카탈로그"라고 부른다. OPAC 접근 권한이 있는 일부 도서관에는 여전히 현장에 카드 카탈로그가 있지만 이는 이제 엄격히 2차 자원이며 거의 업데이트되지 않는다. 실제 카드 카탈로그를 보유하고 있는 많은 도서관에서는 작년에 카드 카탈로그가 업데이트되었음을 알리는 표지판을 게시할 것이다. 일부 도서관은 추가 선반과 같은 다른 용도를 위한 공간을 절약하기 위해 OPAC를 위해 카드 카탈로그를 제거했다.
세계에서 가장 큰 국제 도서관 카탈로그는 비영리 도서관 협동조합 온라인 컴퓨터 도서관 센터(OCLC)가 관리하는 월드캣 통합 카탈로그이다. 2021년 1월에 월드캣은 5억 개가 넘는 카탈로그 기록과 30억 개가 넘는 도서관 보유 자산을 보유했다.